# لوئیجی کولانی
لوئیجی کولانی (به انگلیسی: Luigi Colani) (زادهٔ ۲ اوت ۱۹۲۸ میلادی (لوتز کولانی) – درگذشتهٔ ۱۶ سپتامبر ۲۰۱۹ میلادی) طراح صنعتی آلمانی بود.
حرفهٔ طولانی او در دههٔ ۱۹۵۰ میلادی با طراحی اتومبیل برای شرکت‌هایی از جمله: فیات، آلفا رومئو، لانچیا، فولکس واگن و ب‌ام‌و آغاز شد. در سال ۱۹۵۷ میلادی، او نام کوچک خود را از لوتز به لوئیجی تغییر داد. در دههٔ ۱۹۶۰ میلادی، او طراحی مبلمان را آغاز کرد، و از دههٔ ۱۹۷۰ میلادی فعایت‌های خود را در زمینه‌های متعددی از طراحی لوازم خانگی مانند خودکار و تلویزیون گرفته تا پوشاک همسان (Uniform) و کامیون و کل آشپزخانه توسعه داد. گرند پیانوی خلق‌شده توسط کولانی با نام تجاری «پگاسوس» (Pegasus)، توسط شرکتِ پیانوی شیمل (Schimmel) تولید و فروخته می‌شود.
طراحی‌های نامتعارف او نه تنها در محافل طراحی، بلکه در بین عموم مردم نیز به شهرت رسید. او جوایز طراحی متعددی را دریافت کرد، اگرچه رویکرد غیر متعارفش او را تا حد زیادی از جریان اصلی طراحی صنعتی خارج کرد.

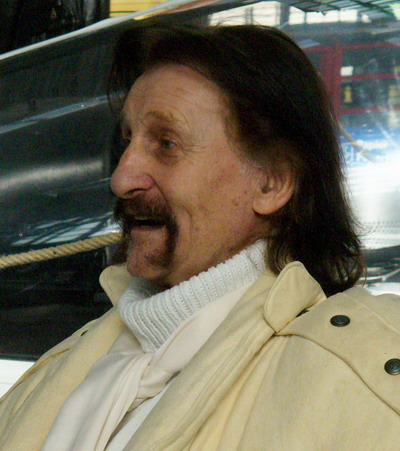
لوئیجی کولانی، فرودگاه اشتوتگارت، ۲۰۰۷ میلادی

## سبک
ویژگی اصلی طرح‌های او فرم‌های گِرد و ارگانیک است که او آن‌ها را «بیودینامیک» (BioDynamic) می‌نامد و ادعا می‌کند که از نظر ارگونومیکی نسبت به طرح‌های سنتی برتری دارند. طرح «ماهوارهٔ آشپزخانه» (Kitchen Satellite) او در سال ۱۹۶۹ میلادی، بارزترین نمونه این مکتب فکری است. بسیاری از طرح‌های او برای لوازم کوچک به تولید انبوه رسیدند و به بازار عرضه شدند، اما طرح‌های بزرگ‌تر او ساخته نشده‌اند، «مجموعه‌ای از مفاهیم آینده‌نگر که باعث می‌شود در پوسته‌های محافظ زندگی کنیم و خودروهایی چنان مسطح را برانیم که قطع کردن پا تنها گزینه باشد».

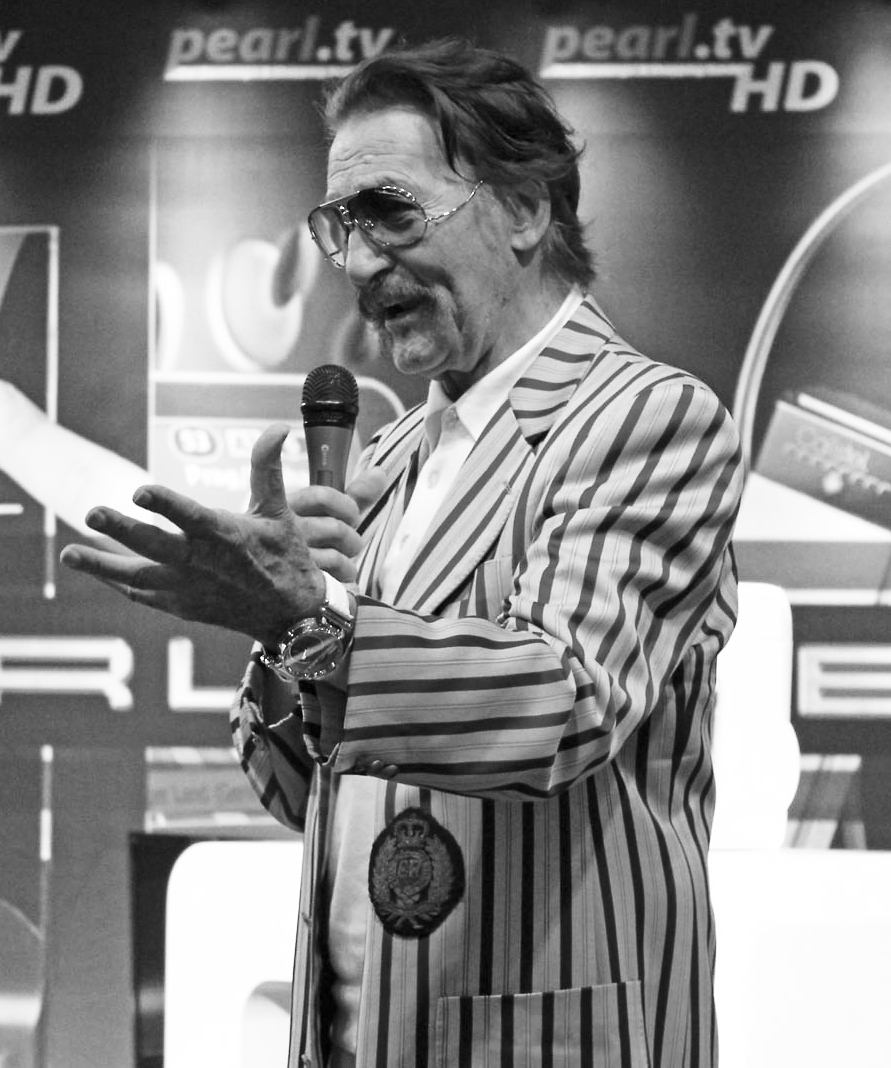
کولانی در سال ۲۰۱۳ میلادی در نمایشگاه تجاری IFA برلین در آلمان.

زمین گرد است، تمام اجرام آسمانی نیز گرد هستند؛ همهٔ آنها در مدارهای حلقوی یا بیضوی شکل حرکت می‌کنند. همین تصویر از جهان‌های کوچک مدور شکل که به دور یکدیگر می‌چرخند، ما را تا پایین و تا خُرد-کیهان‌ها دنبال می‌کند. ما حتی با اشکال گرد در ارُتیسم (Eroticism) مربوط به تکثیر گونه‌ها، برانگیخته می‌شویم. چرا باید به توده‌های سرگردانی بپیوندم که می‌خواهند همه چیز را زاویه‌دار کنند؟ من به دنبال فلسفهٔ گالیلئو گالیله هستم: "دنیایِ من نیز گرد است!"

- لوئیجی کولانی،

## زندگی و حرفه
کولانی متولد برلین، پسرِ یک طراح صحنهٔ فیلم سوئیسی با تبار کُرد و مادری لهستانی تبار بود.

#### دههٔ ۱۹۵۰ میلادی
در سال ۱۹۵۳ میلادی، او در کالیفرنیا زندگی می‌کرد و در آنجا رئیس گروه پروژهٔ موادِ جدید در مک‌دانل داگلاس (McDonnell Douglas) در کالیفرنیا بود.
با حرکت به سمت طراحی خودرو در سال ۱۹۵۴ میلادی، جایزهٔ بین‌المللی رُز طلائی را برای خلق و طراحی بدنهٔ خاص فیات در ژنو/سوئیس دریافت کرد. او مبتکر بسیاری از طرح‌های فیات در سال‌های آینده گردید. یک نوآور ثابت تا زمانیکه در سال ۱۹۵۸ میلادی به کشتی‌های بادبانی نیز علاقه‌مند شد. طراحیِ کاتامِرَن (Catamaran) او در هاوایی موفقیت‌آمیز بود.
با بازگشت به طراحی خودرو، در سال ۱۹۶۳ میلادی اولین خودروی اسپرت مونوکوک (Monocoque) پلاستیکی جهان را بر مبنای ب‌ام‌و ۷۰۰ (BMW 700) و در سال ۱۹۶۰ میلادی اولین سری خودرو کیت (Kit Car) جهان را با عنوان کولانی جی‌تی (Colani GT) معرفی کرد که ۱۷۰۰ نسخه از آن به فروش رفت. در سال ۱۹۶۶ میلادی او طراحی کوپه اسپرت خود را در نمایشگاه بین‌المللی خودروی آلمان (IAA) در فرانکفورت به نمایش گذاشت.

#### دههٔ ۱۹۶۰ میلادی
در دههٔ ۱۹۶۰ میلادی، دامنهٔ طراحی او به اشیاء و اثاثیهٔ خانگی نیز گسترش یافت، که در سال ۱۹۶۳ میلادی با طراحی قُلّک فیل (Elephant Piggy Bank) آغاز شد و در سال ۱۹۶۵ میلادی با طراحیِ مبلمان برای شرکت‌های اسکو (Asko)، فریتس هانسن (Fritz-Hansen) (صندلی‌های فُرم‌بدن یا Körperform Chairs)، کور (Cor) و کوش+کو (Kusch+Co)، به موفقیت جهانی دست یافت. او همچنین در اوایل دههٔ ۱۹۶۰ میلادی، طراحیِ آبارت آلفا رومئو (Abarth Alfa Romeo) را بر اساس دو کوپهٔ آبارت ۱۰۰۰ جی‌تی (Abarth 1000 GT Coupé) بازسازی کرد.
در سال ۱۹۶۸ میلادی، برای تای ایرلاینز (Thai Airlines)، او یک مجموعه کارد و چنگال پلاستیکی دو تکه را توسعه داد که موزه طراحی (Museum of Design)، زوریخ (Zürich)، آن را به مجموعهٔ خود اضافه کرد.

#### دههٔ ۱۹۷۰ میلادی

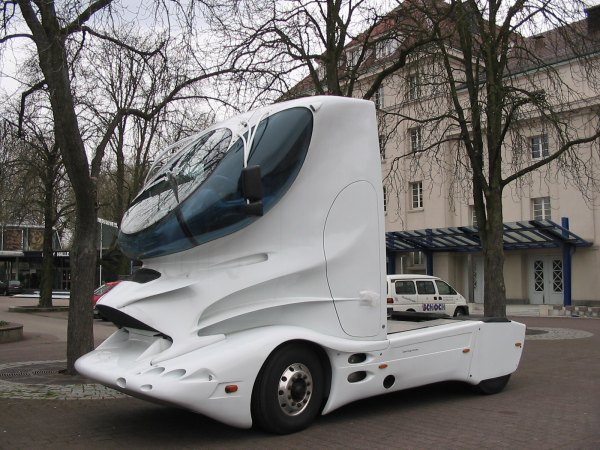
نمونهٔ اولیه کامیون طراحی شده توسط کولانی

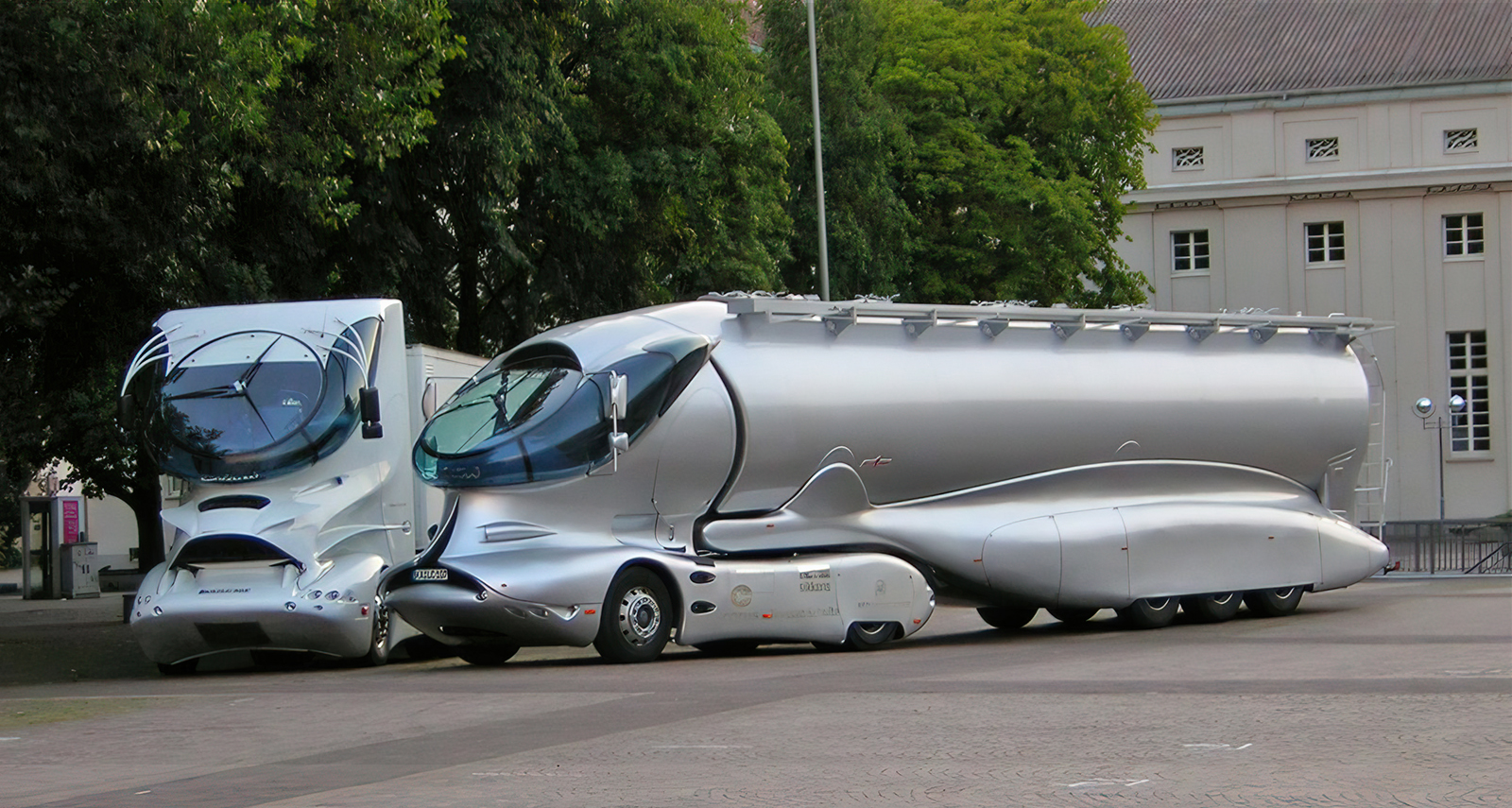
نمونهٔ اولیه کامیون طراحی شده توسط کولانی

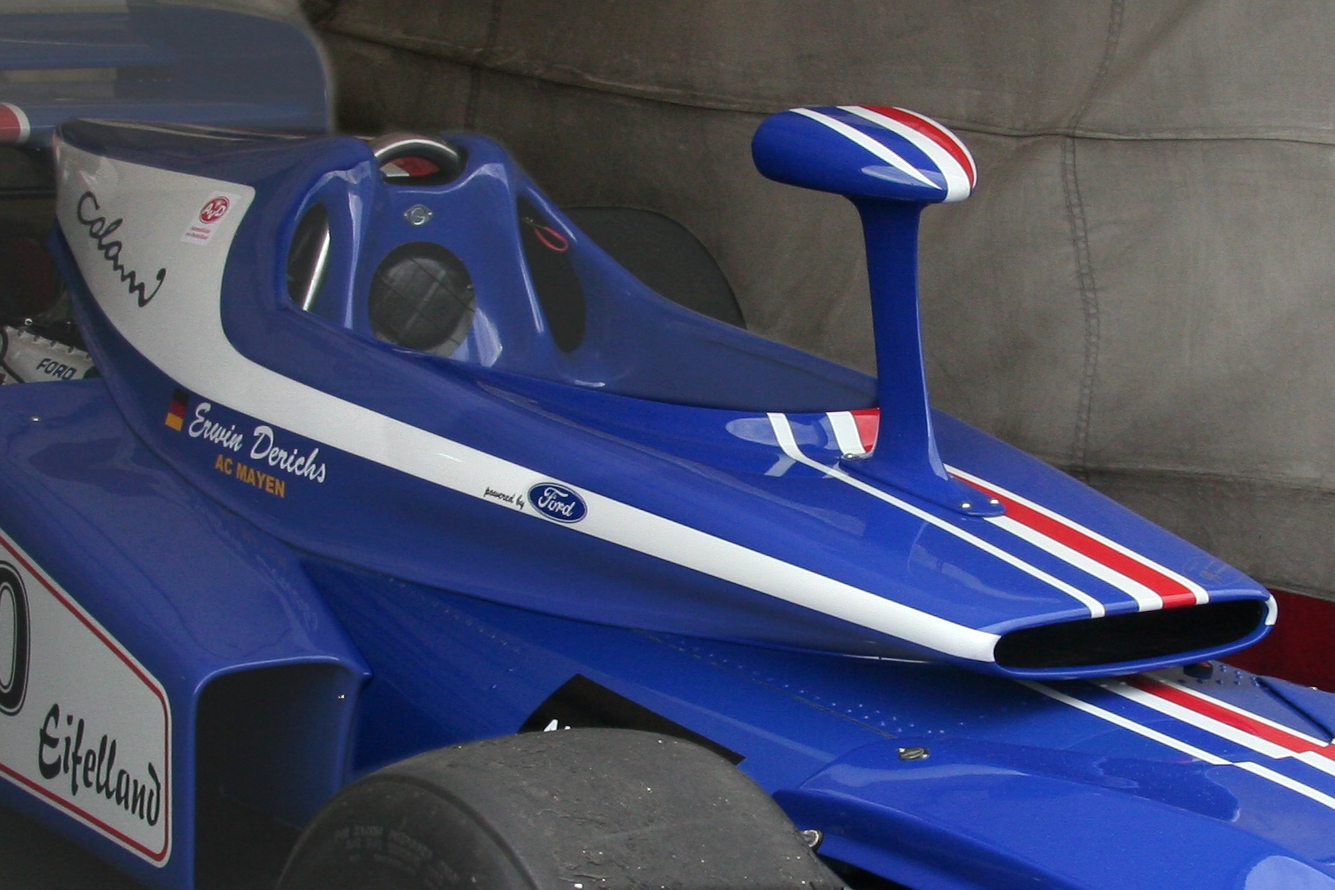
کاکپیت (اتاقک راننده) و تک آیینهٔ خودروی فرمول یک تیم آیفلاند-مارخ طراحی شده توسط کولانی

او تا سال ۱۹۷۰ میلادی شهرت و درآمد کافی برای تأسیس استودیویی با یک تیم طراحیِ بزرگ در قلعهٔ هارکوتن (Schloss Harkotten) در نزدیکی زازنبرگ (Sassenberg) آلمان پیدا کرد. این استودیو با کار و برگزاری نمایشگاه در سرتاسر جهان برای بسیاری از شرکت‌های بزرگ موفقیت بزرگی داشت. در همین حال او به نوآوری‌های خود در طراحی اتومبیل، از جمله طراحیِ اتومبیل فرمول یک برای تیم آیفِلاند (Eifelland) در سال ۱۹۷۲ میلادی ادامه داد.
در این دورهٔ زمانی که او برای اولین بار قراردادهایی را با شرکت‌های ژاپنی منعقد کرد، اولین حملات خود را نیز به بازار ژاپن انجام داد. در سال ۱۹۷۳ میلادی، او اولین سفر مطالعاتی خود را به خاور دور انجام داد که طی آن خریداران ژاپنی به استعداد کولانی پی بردند. او از پنج شرکت برای تأسیس مرکز طراحی کولانی ژاپن (Colani Design Center Japan) دعوت کرد.
تقریباً در این زمان طرحِ «قوریِ قطره» (Drop Teapot) که او برای روزنتال (Rosenthal)، شرکت پیشرو جهانی در صنعت پرسلان طراحی کرده بود، برای گنجینهٔ کوپر هویت، موزه طراحی اسمیتسونیان در نیویورک خریداری شد. در سال ۱۹۹۹ میلادی، روزنتال نسخهٔ ویژه‌ای از طراحیِ معروف خود را معرفی کرد.
همهٔ طرح‌های او موفقیت‌آمیز نبودند؛ به عنوان مثال: او یک طرح ناموفق برای یک قایق پارویی المپیک ایجاد کرد. تقریباً در این زمان، در اوایل دههٔ ۱۹۷۰ میلادی، او اولین طرح کامیون استریم‌لاین خود را توسعه داد، که به گفتهٔ او: "پاسخی مستقیم به بحران جهانی نفت بود، اما کسی متوجه طراحی من نشد، آنها پیام را دریافت نکردند!" وی بعدها در این دهه کامیون‌های استریم‌لاین را بازنگری کرد و اینبار با هیاهو و جنجال بیشتری همراه بود.
اولین حرفهٔ کولانی به عنوان یک طراحِ علوم هوانوردی (Aeronautics) در سال ۱۹۷۶ میلادی و در زمانی بود که وظیفهٔ طراحی هواپیمای سبک آزمایشی (RFB Fanliner)، اولین هواپیمای ورزشی پلاستیکی با موتور دورانی وانکل (Wankel Rotary Engine) به او محول شد.
در سال ۱۹۸۵ میلادی او از هواپیمای پروانه‌ای پونترسینا (Pontresina) رونمایی کرد که دارای دو ملخ پیش‌برندهٔ هم‌محورِ (Coaxial) ضد چرخش با تیغه‌های هلالی (Scimitar Propeller) در دُم بود. پروانه‌ها که به آنها «پره‌های مافوق‌صوتِ گریز از مرکز» (Centripetal Supersonic Propellers) نیز می‌گویند، یک ایده طراحی جدید بود. این هواپیما یک نمونهٔ مطالعاتی طراحی بود و مناسبِ پرواز نبود.
در سال ۱۹۷۸ میلادی مطالعات انقلابی او در مورد کامیون‌ها، هواپیماها، ماشین‌ها و کشتی‌ها، غالباً در نمایشگاه‌های سراسر جهان دیده می‌شد. علاقهٔ او به سوختِ اقتصادی تا دههٔ ۱۹۸۰ میلادی ادامه یافت. در سال ۱۹۸۱ میلادی، او رکورد جهانی مصرف سوخت را با خودروی کولانی ۲سی‌وی (Colani 2CV) چهار نفره (بر اساس سیتروئن ۲سی‌وی فرانسوی که تنها ۱٫۷ لیتر بنزین برای پیمودن ۱۰۰ کیلومتر با استفاده از موتور و شاسی موجود ۲سی‌وی مصرف می‌کرد) به ثبت رساند.

#### دههٔ ۱۹۸۰ میلادی
در سال ۱۹۸۲ میلادی، کولانی به ژاپن نقل مکان کرد، جایی که یک سال بعد سمتِ استادی را در توکیو پذیرفت.
او برای شرکت کانن (Canon) نمونه‌های اولیهٔ (Prototype) دوربین عکاسی "۵ سیستم" (5 Systems) را توسعه داد ["۵ سیستم" پیشنهادی بود که توسط لوئیجی کولانی به عنوان بخشی از تحقیقات طراحی در سال ۱۹۸۳ میلادی ارائه شد که دربرگیرنده نوع طراحی مناسب برای دههٔ ۱۹۹۰ میلادی بر اساس فناوری پیشرفته ای بود که کانن انتظار داشت تا آن زمان داشته باشد.].
در سال ۱۹۸۳ میلادی برای صدف بزرگ ۶۰ متری خود، به عنوان طراح صنعتی شمارهٔ ۱ در نمایشگاه اُتارو (Otaru Exhibition) در ژاپن انتخاب شد.
در سال ۱۹۸۶ میلادی جایزهٔ دوربین طلایی را برای دوربین عکاسی کانن تی۹۰ (Canon T90) دریافت کرد.
سال ۱۹۸۵ میلادی در نمایشگاه تئاتر رُبات ’۸۵ (Robot Theater Expo’۸۵) ژاپن، غرفهٔ رُبات فویو با طراحی کولانی پربازدیدترین غرفهٔ اکسپو ’۸۵ بود.
در سال ۱۹۸۶ میلادی یکی از موتورسیکلت‌های او در ایتالیا رکورد جهانی را به نام خود ثبت کرد. در همان سال او کولانی دیزاین بِرن (Colani Design Bern) را در سوئیس تأسیس کرد.
او همچنان به نمایش طرح‌های خود در نمایشگاه‌های بین‌المللی ادامه می‌داد از جمله نمایشی در سال ۱۹۸۷ میلادی در مرکز ملی هنر و فرهنگ ژرژ پمپیدو در پاریس؛ و به طراحی خودرو در ژاپن برای مزدا ادامه داد و همچنین طراحی خودکار برای پلیکان هولدینگ آ. گِ (Pelikan A.G) آلمان انجام داد. طرح هواپیمای کولانی کورموران (Colani Cormoran) به صورت نمونه آزمایشی (Mock-Up) در نمایشگاه هوایی پاریس به نمایش گذاشته شد.
در سال ۱۹۸۸ میلادی دفاتری را در تولوز فرانسه و برمن آلمان افتتاح کرد. او همچنین به عنوان استاد دانشگاه هنر برمن (University of the Arts Bremen) منصوب شد و در همین اثناء او در مقیاسی وسیع آماده شد تا رکوردهای سرعت جدید در زمین، آب و هوا و رکوردهای اقتصادی خودروی جهان در یوتا را ثبت کند؛ او در سال ۱۹۹۱ میلادی با خودروی فراری با طراحی ویژه در بونویل اسپیدوی (Bonneville Speedway) رکوردهایی را به ثبت رساند.
در سال ۱۹۸۹ میلادی او شرکت تجارت کولانی آ. گِ (Colani Trading A.G) را در زوریخِ، سوئیس تأسیس کرد.

#### دههٔ ۱۹۹۰ میلادی

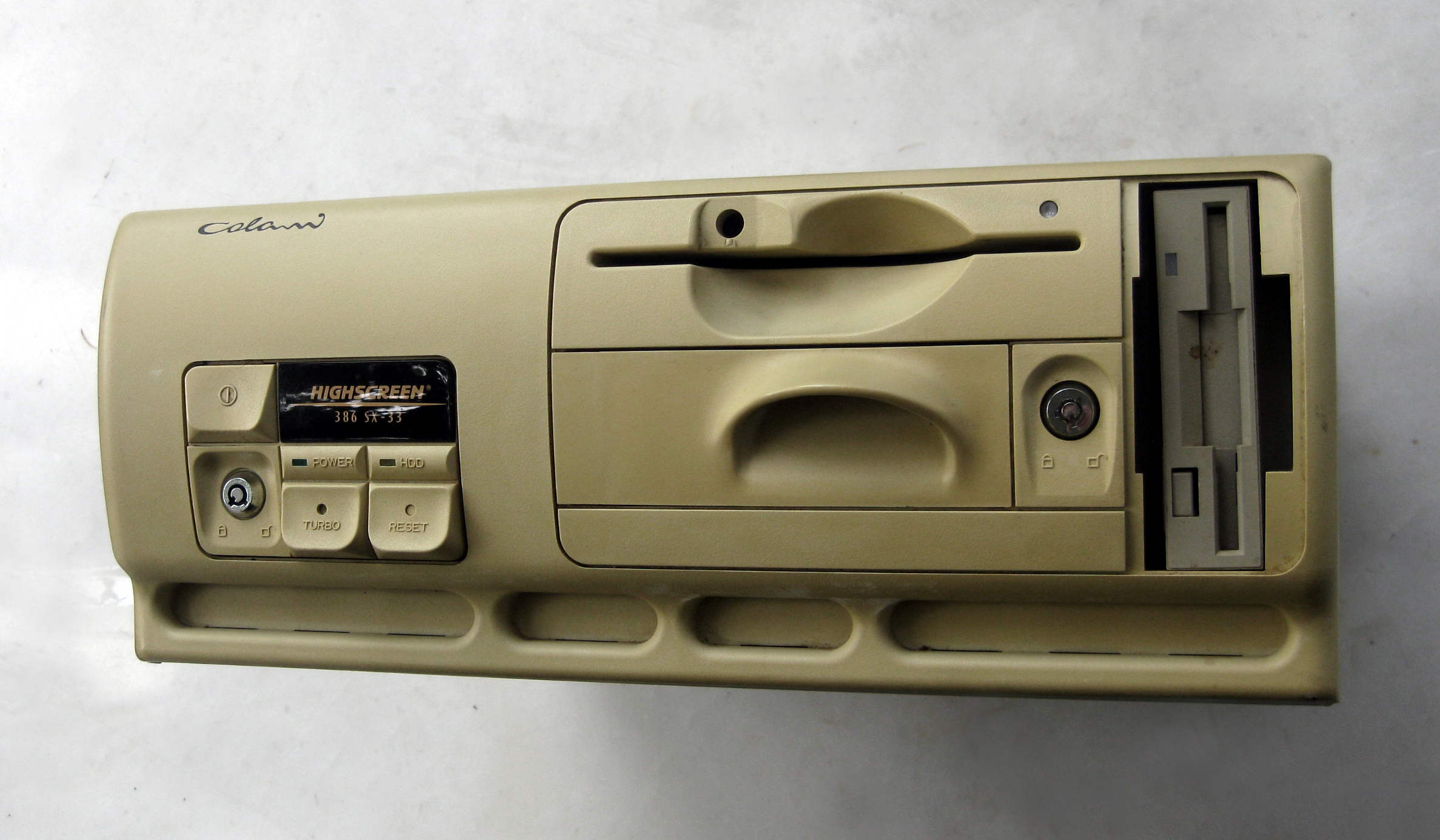
طراحی کامپیوتر شخصی برای شرکت فوبیس (Vobis) توسط کولانی

دههٔ ۱۹۹۰ میلادی نمایشگاه‌های بیشتر و طرح‌های بیشتری را به همراه داشت. کولانی نمایشگاهی را در موزهٔ خودرو (Centre International de l'Automobile) واقع در پاریس برپا کرد و در سال ۱۹۹۳ میلادی نمایشگاه‌های مراکز خرید را در سرتاسر سوئیس برگزار کرد.
او پوشاک‌های همسان (Uniforms) جدیدی را برای خدمهٔ هواپیما در سوئیس‌ایر طراحی کرد. این پوشاک آخرین طرح‌هایی بودند که این شرکت هواپیمایی قبل از تغییر نام تجاری به عنوان سوئیس اینترنشنال ایرلاینز در سال ۲۰۰۲ میلادی استفاده کرد. او در سال ۱۹۹۱ میلادی یک قاب نوری و مجموعه‌ای جواهرات طراحی کرد. همچنین در این دهه، طرح‌های دیگری شامل: دوربین‌های دوچشمی میدانی (۱۹۹۳)؛ طراحی مبلمان اداری برای گرال (Grahl)، میشیگان/ایالات متحده آمریکا (۱۹۹۶)؛ پیانویی جدید برای سازندهٔ سرشناس پیانو، ویلهلم شیمل (۱۹۹۷)؛ طراحی بطری آب برای کارولینن-برونن (Carolinen-Brunnen)، آلمان و میکروسکوپ جدید و دوربین عکاسی (هردو ۱۹۹۸)؛ و نسل جدید دوش (حمام-ترکیبی) برای شرکت آلمانی دوسار (Dusar) و یک پروژهٔ مبلمان با کوش و شرکت (.Kusch & Co)، آلمان (۱۹۹۹).
در سال ۱۹۹۷ میلادی او گرند پیانوی «پگاسوس» را با همکاری تولیدکننده پیانوی آلمانی شرکتِ شیمل (Schimmel) طراحی کرد و شکل سنتی و طراحی پیانو را متحول کرد. شیمل هر سال بیش از دو دستگاه از این سازها را نمی‌سازد و آن‌هم فقط به شیوهٔ سفارشی. برخی از مالکان مشهور پیانوی «گرند پگاسوس» شامل: پرینس (Prince)، لنی کراویتز (Lenny Kravitz) و ادی مورفی (Eddy Murphy) هستند.

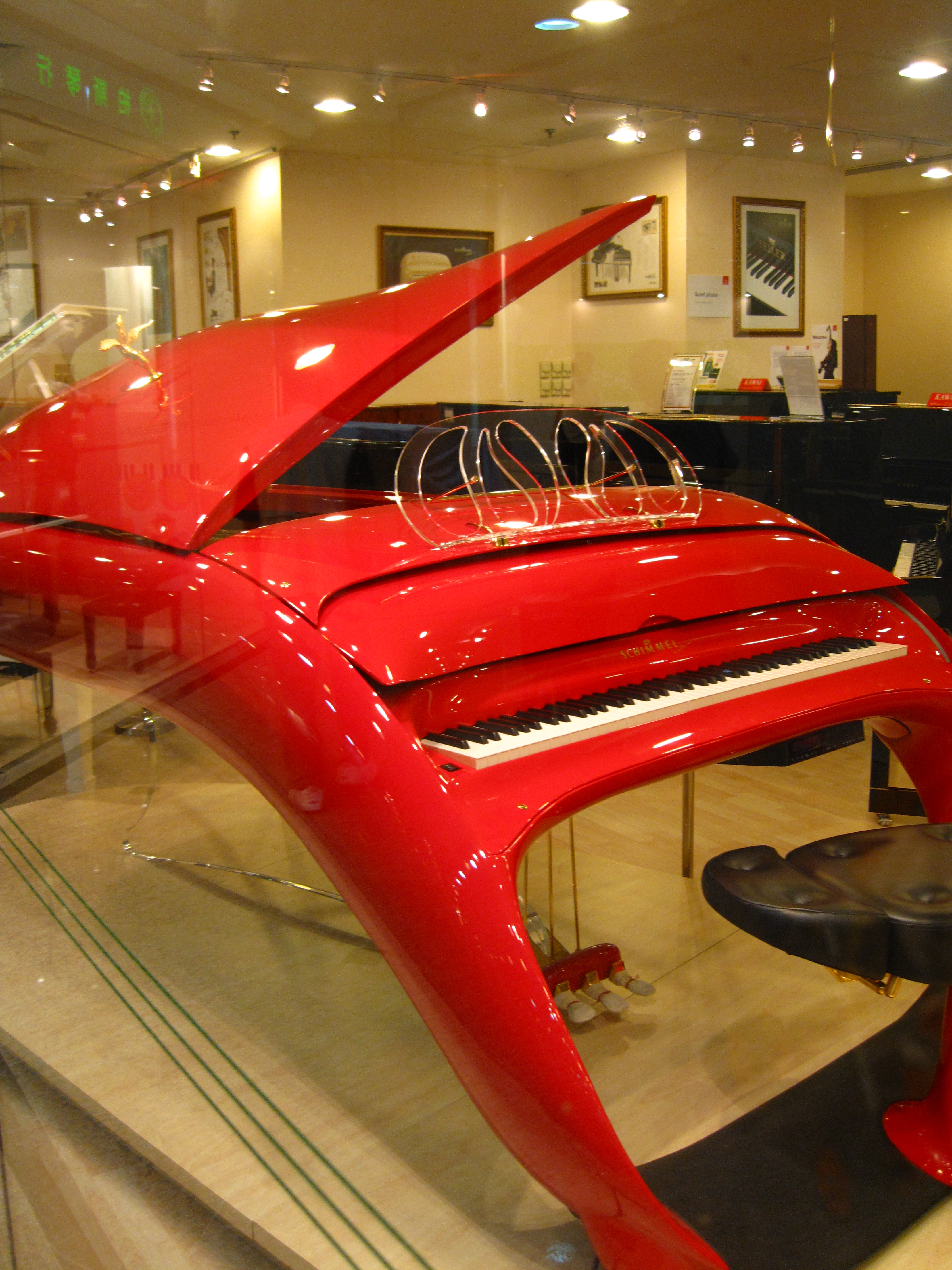
پیانوی پگاسوسِ شیمل، طراحی شده توسط کولانی

دهه‌های ۱۹۹۰ و ۲۰۰۰ میلادی نیز سهم او را از مأموریت‌های طراحی در زمینهٔ تجهیزات محاسبات رومیزی به ارمغان آورد. پروژه‌هایی شامل: طراحی ماوس کامپیوتری برای سیکوس (Sicos) (۱۹۹۲)؛ کامپیوتر صفحهٔ نمایش بلند کولانی فوبیس (Colani Vobis Highscreen Computer) که در سال ۱۹۹۴ میلادی برندهٔ جایزهٔ بهترین کامپیوتر سال شد؛ پروژهٔ طراحی ترمینال بانکی با یکی از تولیدکنندگان پیشرو کامپیوتر در جهان (۱۹۹۸).
در سال ۱۹۹۵ میلادی، او شروع به انشعابِ ساختارهای سراسری کرد. در آن سال او طرح‌هایی را برای شرکت‌های بزرگ در صنعت ساخت و ساز و ساختمان به پایان رساند. سفیر چین از کولانی برای پروژه‌های آتی به شانگهای چین دعوت کرد. در آنجا کرسی استاد افتخاری در دپارتمان معماری، دانشکدهٔ معماری و شهرسازی دانشگاه تانگجی (Tongji University) به او اعطا شد. در سال بعد، او از پروژهٔ معماری خود را برای شانگهای به نام بایو-سیتی (Bio-City) رونمایی کرد.

#### دههٔ ۲۰۰۰ میلادی
طرح‌های معماری او با مدل معماری «انسان-شهر» (Human-City) برای ام‌و اِنِرگی آ. گِ (MW Energie A.G) در مانهایم/آلمان (۲۰۰۰)؛ و متعاقباً با طراحی یک خانهٔ تجربی برای هانسه-هاوس (Hanse-Haus) شرکت پیش‌سازه‌های آلمانی، ادامه یافت.
او فریم‌های نوری جدیدی را طراحی کرد که در نمایشگاه‌های میلان، پاریس و لاس وگاس ارائه شد و در سال ۲۰۰۱ میلادی یک میکروسکوپ و دوربین عکاسی جدید [برای شرکت سی‌گال] (Seagull) در دفترِ کولانی شانگهای طراحی کرد. او بیش از سی نمایشگاه در مراکز خرید (گروه-ECE) در سراسر آلمان برگزار کرد. او همچنین یک موزهٔ طراحی پیشرو در جهان به نام پیناکوتِک دِر مُدرنه (Pinakothek der Moderne) را در مونیخِ آلمان افتتاح کرد که چندین طرح از کولانی را به نمایش گذاشت (۲۰۰۲).
در حوزهٔ طراحی بسته‌بندی، او طرحی جدید برای شرکت پیشروی تولیدکنندهٔ آب معدنیِ سوئیسی فالزِر (Valser) [که توسط شرکت کوکاکولا در سال ۲۰۰۲ میلادی خریداری شد.] ایجاد کرد و همین‌طور ظروف هدیهٔ پرسلان (لیوان کاپوچینو، اسپرسو) را خلق کرد.
او پروژهٔ «زندگی روی سواری» (Life on Board) برای خودروهای ولوو (Volvo) را بر عهده گرفت و یک طرح خودرویی آینده‌نگرانه به نام کوسهٔ بادپا (Speedster Shark) ایجاد کرد. او همچنین طرح‌های ابرکامیون بزرگ خود را این بار برای اشپیتزر-زیلو (Spitzer-Silo) با منحنی‌سازی (استریملاینینگ) شدید ادامه داد؛ نتیجه در نمایشگاه IAA در هانوفر/آلمان (۲۰۰۴) ارائه شد.
یکی از کارهای قابل توجه او در زمینهٔ پوشاک، طراحی مجدد پوشاک همسان (Uniform) پلیس برای ادارهٔ پلیس هامبورگ در سال ۲۰۰۳ میلادی بود که بعداً در سراسر آلمان پذیرفته شد.
در سال‌های ۲۰۰۴ تا ۲۰۰۷ میلادی، یک نمایشگاه گذشته‌نگر از آثار کولانی، به نام «کولانی - نتیجهٔ یک عمر زندگی» (COLANI – Das Lebenswerk)، در «سالن نانسی» مرکز کنگرهٔ کارلسروهه برگزار شد. این نمایشگاه به دلیل عدم تأمین بودجهٔ بازسازیِ سالن ادامه پیدا نکرد.
در سال ۲۰۰۷ میلادی، موزه طراحی در لندن آثار او را در نمایشگاهی با عنوان ترجمهٔ طبیعت (Translating Nature) به نمایش گذاشت.

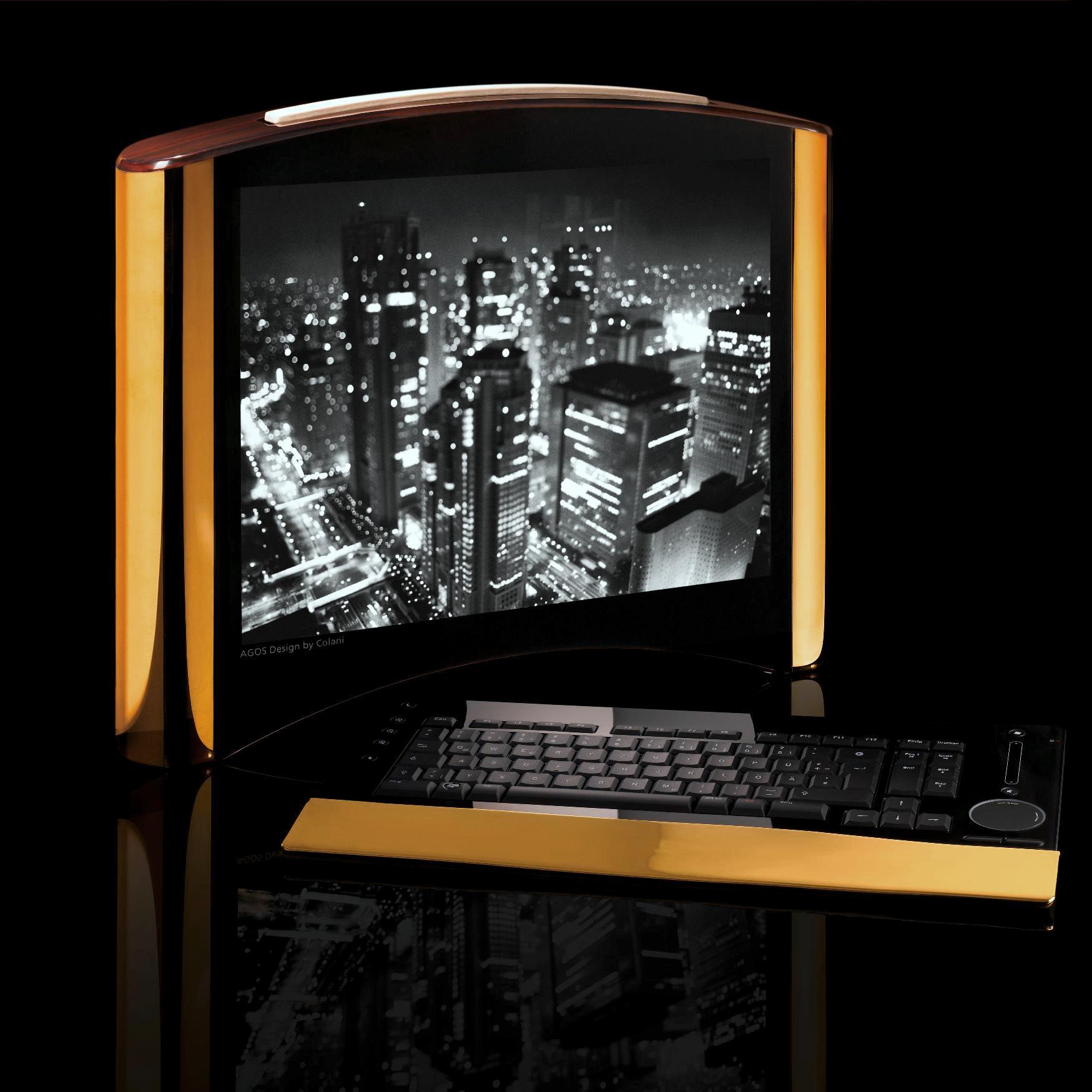
سری کامپیوترهای لوکس اُپوس مگنوم طراحی توسط کولانی برای شرکت کامپیوتری آگوس، برلین، ۲۰۱۴ میلادی

وی در زمینهٔ طراحی الکترونیک هوانوردی یا اویونیک (Avionics)، نمونهٔ اولیهٔ جت تجاری دو موتورهٔ تی‌تی-۶۲ (TT-62) را برای شرکت آلمانیِ "هواپیمای با کارآیی برتر - مخفف: ها. پ.آ.) (HPA) طراحی و اجرا کرد. او همچنین مطالعات پژوهشیِ طراحی برای یک هواپیمای مسافربری با ظرفیت ۱۰۰۰ صندلی را به پایان رساند (۲۰۰۵).
او مجموعه‌ای متشکل از ۱۴۰ مجسمه از ورزشکاران را برای بازی‌های المپیک پکن تکمیل کرد (۲۰۰۸)؛ همچنین در رویداد "آلمان در ژاپن ۲۰۰۶–۲۰۰۵" در قالب نمایشگاهِ "کولانی، بازگشت به ژاپن" (Colani Back in Japan) در موزهٔ هنر و طراحی وابسته به مؤسسهٔ فناوری کیوتو شرکت کرد. او همچنین مطالعه‌ای را برای رُباتی به شکل نوزاد انجام داد.
در سال ۲۰۱۳ میلادی اولین مُدل از سری کامپیوترهای لوکس اُپوس مگنوم (Opus Magnum) برای شرکت کامپیوتری آگوس (AGOS) با عنوان آسه۲۲ (AC22) را در نمایشگاه آیندهٔ نُوا (Nowa Zukunftsmesse) در ماربورگ، آلمان ارائه کرد.

## زندگی شخصی
کولانی در دههٔ ۱۹۹۰ میلادی با «یا ژن ژائو» (Ya Zhen Zhao) ازدواج کرد و در شانگهایِ چین اقامت داشت. پسرش "سولون لوئیجی کولانی" (Solon Luigi Colani) در برلین زندگی می‌کند، او به عنوان طراح مشغول فعالیت است و همچنین کارهای جلوه‌های ویژه در صنعت فیلم نیز انجام می‌دهد. او در سال ۲۰۰۴ میلادی به عنوان سخنران و مجریِ میهمان در مجمع جهانی اقتصاد در داووس سوئیس حضور داشت.
در پائیز سال ۱۳۹۳ خورشیدی، لوئیجی کولانی میهمان ویژهٔ هفتمین کنفرانس بین‌المللی صنعت مبلمان ایران (دکو ۲۰۱۴) بود. در این سفر او نشستها و کارگاه‌هایی را در زمینهٔ طراحی صنعتی برای اساتید دانشگاه و دانشجویان در تهران و اصفهان برگزار کرد.
کولانی سرانجام در ۱۶ سپتامبر سال ۲۰۱۹ میلادی در کارلسروهه و در سن ۹۱ سالگی درگذشت.
برادرش ویکتور کولانی (متولد ۱۹۳۳ میلادی در برلین) نیز طراح بود.